# Hank Aaron Award

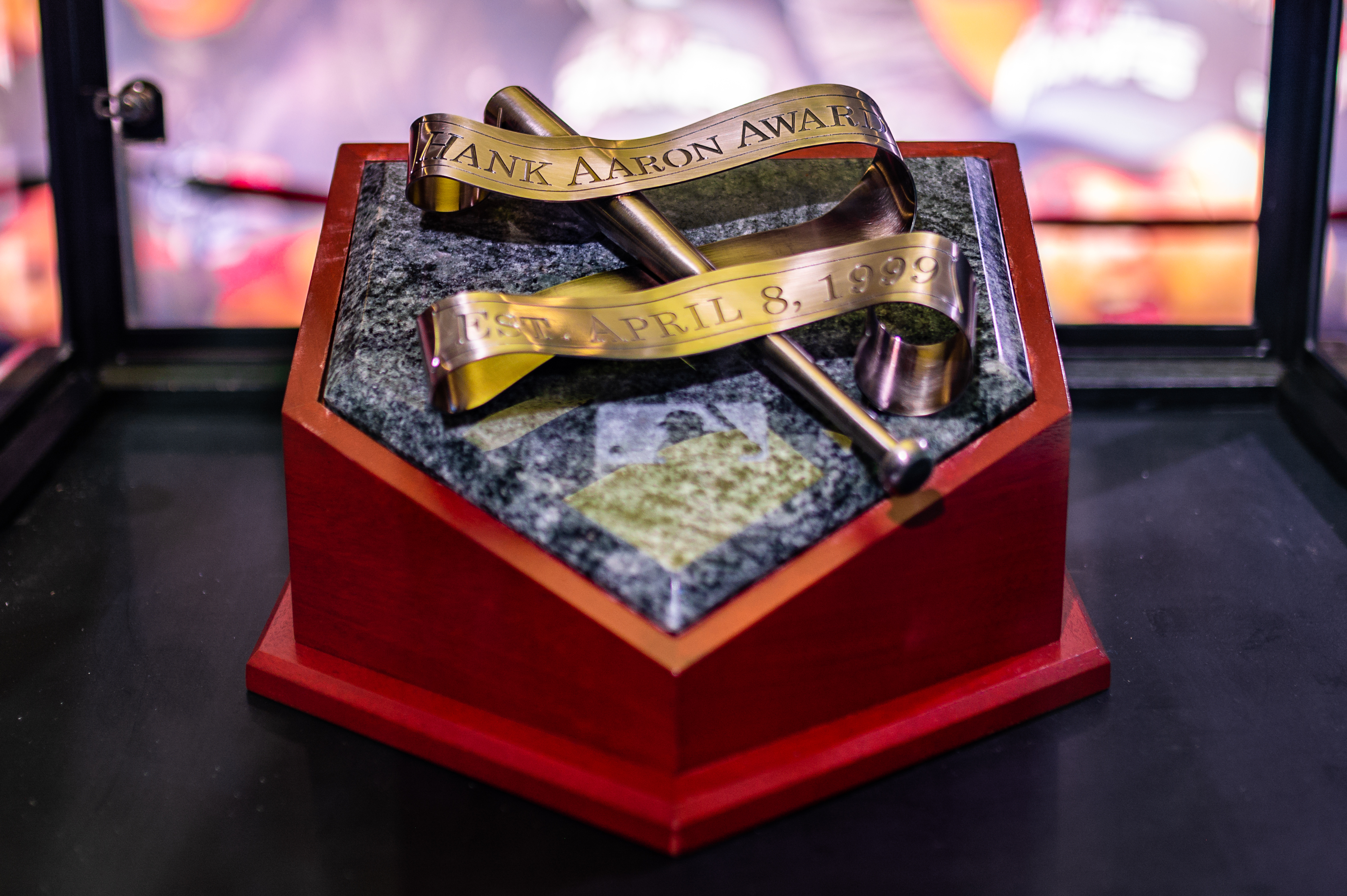
Der Hank Aaron Award

Der Hank Aaron Award ist eine Baseball-Trophäe in der Major League Baseball (MLB). Sie wird jährlich an den besten Schlagmann aus der American League (AL) und der National League (NL) vergeben. Im Gegensatz zur Triple Crown werden die Gewinner des Hank Aaron Awards von der Öffentlichkeit nominiert und die endgültigen Preisträger von einer Jury gewählt, während die Triple Crown an Schlagmänner vergeben wird, welche die AL und NL nach Statistiken dominiert haben. Die Trophäe wurde nach dem 2021 verstorbenen Baseballspieler Hank Aaron benannt, der in den letzten Jahren seiner Karriere die Rekordmarke von 714 Home Runs von Babe Ruth übertraf. Die Übergabe der Trophäe an die Preisträger erfolgt vor dem vierten Spiel der World Series.
Bisheriger Rekordpreisträger ist Alex Rodríguez, der 2007 zum vierten Mal mit dem Hank Aaron Award ausgezeichnet wurde.

## Geschichte und Vergabe

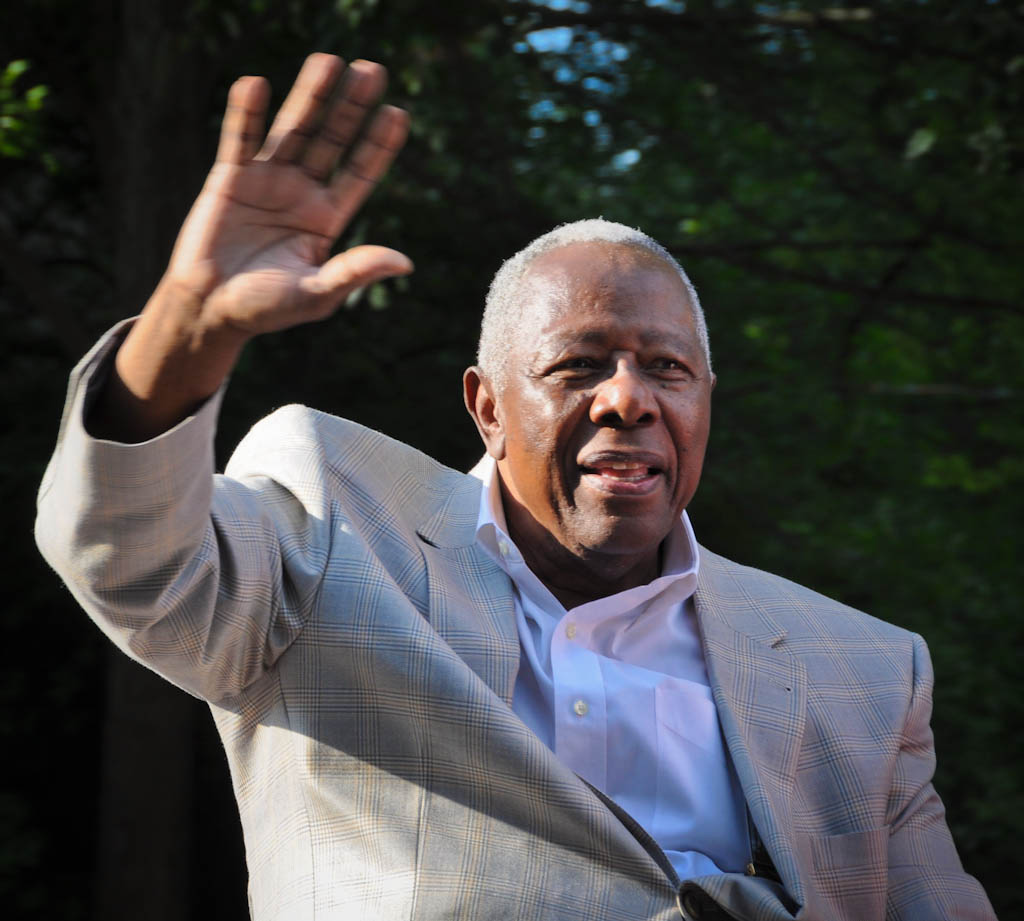
Der Namensgeber des Awards: Hank Aaron (2013)

Der Hank Aaron Award wurde 1999 eingeführt, 25 Jahre nachdem Hank Aaron den Rekord von Babe Ruth für die meisten geschlagenen Home Runs in der MLB übertraf. Ruth kam in seiner Laufbahn als aktiver Spieler auf insgesamt 714 Home Runs. Aaron schlug am 8. April 1974 gegen die Los Angeles Dodgers seinen 715. Home Run und übertraf damit nach 39 Jahren den Rekord von Babe Ruth. Der mit dem Hank Aaron Award drei Mal ausgezeichnete Barry Bonds erzielte 2007 seinen 762. Home Run und schlug damit die meisten Home Runs als aktiver Spieler in der MLB.
Die erste Vergabe erfolgte nach einem Punktesystem. Für Hits (H), Runs Batted In (RBI) und Home Runs (HR) gab es eine festvorgebene Anzahl an Punkten. Die Spieler mit der höchsten Punktzahl gewannen die Trophäe. 1999 waren das Sammy Sosa und Manny Ramirez. Ein Jahr später wurde das Punktesystem in eine Abstimmung geändert, an der Baseball-Analysten, Radio- und Fernsehkommentatoren teilnahmen. Jeder Teilnehmer hatte drei Stimmen. Der Spieler, welcher die erste Stimme erhielt, bekam fünf Punkte. Der Spieler, für den als zweites gestimmt wurde, erhielt drei Punkte. Der letzte Spieler bei der Stimmabgabe erhielt einen Punkt.
Von 2003 bis 2010 hatten Fans die Möglichkeit über den Internetauftritt der MLB ihren Favoriten zu wählen. Die Stimmen der Fans wurden dabei zu 30 %, die der Baseball-Analysten, Radio- und Fernsehkommentatoren zu 70 % gewichtet. Von 2004 bis 2006 wurden die Gewinner in drei Phasen ermittelt. In der ersten Phase erhielten die Fans im August die Möglichkeit auf den Internetseiten der MLB-Franchise drei Spieler aus jeder Mannschaft zu nominieren. Die Spieler mit den meisten Stimmen aus jeder Mannschaft wurden in eine Gruppe von 30 Spielern zusammengefasst. Eine Jury wählte danach sechs Finalisten aus beiden Ligen aus. In der dritten Phase wurden durch eine erneute Abstimmung im Internet die Gewinner ermittelt.
In den Spielzeiten 2007 und 2008 wurden von einer Jury 30 Spieler ausgewählt, aus denen durch ein Fan-Voting im Internet die beiden Gewinner gewählt wurden. Für den Hank Aaron Award 2009 wählten die Fans sowohl die Finalisten als auch die endgültigen Gewinner des Awards. Seit 2011 nominiert die Öffentlichkeit im Internet ihre Kandidaten für die Trophäe. Anschließend wählt eine Jury von ehemaligen Baseballspielern und Mitgliedern der Baseball Hall of Fame die endgültigen Gewinner. Zu dieser Jury zählen Roberto Alomar, Johnny Bench, Craig Biggio, Ken Griffey Jr., Eddie Murray und Robin Yount.

## Die Trophäe
Die Form der Trophäe ist die einer Home Plate. Die längliche Seite ist erhöht, sodass zu der unteren Spitze ein Gefälle entsteht. Auf diesem Gefälle befindet sich diagonal ein Baseballschläger. Eine metallene, abgerollte und geschwungene Schriftrolle mit zwei Schriftzügen ist locker um diesen Schläger gewickelt. Der obere Schriftzug lautet Hank Aaron Award. Der untere Schriftzug Est. April, 8 1999 steht für das Datum an dem die Auszeichnung geschaffen wurde. Genau 25 Jahre nachdem Aaron den Rekord von Ruth übertraf.

## Gewinner des Hank Aaron Awards
Seit der Einführung 1999 wurde der Preis bisher an 32 verschiedene Spieler verliehen.
Abkürzungen:  # = Spieler ist Mitglied der Baseball Hall of Fame, AVG = Batting Average, H = Hits, HR = Home Runs, RBI = Runs Batted In, P = Pitcher, C = Catcher, 1B = First Baseman, 2B = Second Baseman, 3B = Third Baseman, SS = Shortstop, LF = Left Field, CF = Center Field, RF = Right Field, OF = Out Field, DH = Designated Hitter
| Jahr | Liga     | Foto                         | Name                  |                         | Team                          | Position | AVG  | H   | HR | RBI |
| ---- | -------- | ---------------------------- | --------------------- | ----------------------- | ----------------------------- | -------- | ---- | --- | -- | --- |
| 1999 | American | Manny Ramirez (2006)         | Manny Ramirez         | Dominikanische Republik | Cleveland Indians             | OF       | .333 | 174 | 44 | 165 |
| 1999 | National | Sammy Sosa (2005)            | Sammy Sosa            | Dominikanische Republik | Chicago Cubs                  | OF       | .288 | 180 | 63 | 141 |
| 2000 | American | Carlos Delgado (2007)        | Carlos Delgado        | Vereinigte Staaten      | Toronto Blue Jays             | 1B       | .344 | 196 | 41 | 137 |
| 2000 | National | Todd Helton (2013)           | Todd Helton           | Vereinigte Staaten      | Colorado Rockies              | 1B       | .372 | 216 | 42 | 147 |
| 2001 | American | Alex Rodríguez (2009)        | Alex Rodríguez        | Vereinigte Staaten      | Texas Rangers                 | SS       | .318 | 201 | 52 | 135 |
| 2001 | National | Barry Bonds (1993)           | Barry Bonds           | Vereinigte Staaten      | San Francisco Giants          | OF       | .328 | 156 | 73 | 137 |
| 2002 | American | Alex Rodríguez (2009)        | Alex Rodríguez        | Vereinigte Staaten      | Texas Rangers                 | SS       | .300 | 187 | 57 | 142 |
| 2002 | National | Barry Bonds (1993)           | Barry Bonds           | Vereinigte Staaten      | San Francisco Giants          | OF       | .370 | 149 | 46 | 110 |
| 2003 | American | Alex Rodríguez (2009)        | Alex Rodríguez        | Vereinigte Staaten      | Texas Rangers                 | SS       | .298 | 181 | 47 | 118 |
| 2003 | National | Albert Pujols (2014)         | Albert Pujols         | Dominikanische Republik | St. Louis Cardinals           | OF       | .359 | 212 | 43 | 124 |
| 2004 | American | Manny Ramirez (2006)         | Manny Ramirez         | Dominikanische Republik | Boston Red Sox                | OF       | .308 | 175 | 43 | 130 |
| 2004 | National | Barry Bonds (1993)           | Barry Bonds           | Vereinigte Staaten      | San Francisco Giants          | OF       | .364 | 135 | 45 | 101 |
| 2005 | American | David Ortiz (2008)           | David Ortiz           | Dominikanische Republik | Boston Red Sox                | DH       | .300 | 180 | 47 | 148 |
| 2005 | National | Andruw Jones (2012)          | Andruw Jones          | Niederlande             | Atlanta Braves                | OF       | .263 | 154 | 51 | 128 |
| 2006 | American | Derek Jeter (2014)           | Derek Jeter #         | Vereinigte Staaten      | New York Yankees              | SS       | .343 | 214 | 14 | 97  |
| 2006 | National | Ryan Howard (2015)           | Ryan Howard           | Vereinigte Staaten      | Philadelphia Phillies         | 1B       | .313 | 182 | 58 | 149 |
| 2007 | American | Alex Rodríguez (2009)        | Alex Rodríguez        | Vereinigte Staaten      | New York Yankees              | 3B       | .314 | 183 | 54 | 156 |
| 2007 | National | Prince Fielder (2012)        | Prince Fielder        | Vereinigte Staaten      | Milwaukee Brewers             | 1B       | .288 | 165 | 50 | 119 |
| 2008 | American | Kevin Youkilis (2009)        | Kevin Youkilis        | Vereinigte Staaten      | Boston Red Sox                | 1B       | .312 | 168 | 29 | 115 |
| 2008 | National | Aramis Ramírez (2008)        | Aramis Ramírez        | Dominikanische Republik | Chicago Cubs                  | 3B       | .289 | 160 | 27 | 111 |
| 2009 | American | Derek Jeter (2014)           | Derek Jeter #         | Vereinigte Staaten      | New York Yankees              | SS       | .334 | 212 | 18 | 66  |
| 2009 | National | Albert Pujols (2014)         | Albert Pujols         | Dominikanische Republik | St. Louis Cardinals           | 1B       | .327 | 186 | 47 | 135 |
| 2010 | American | José Bautista (2015)         | José Bautista         | Dominikanische Republik | Toronto Blue Jays             | OF       | .260 | 148 | 54 | 124 |
| 2010 | National | Joey Votto (2011)            | Joey Votto            | Vereinigte Staaten      | Cincinnati Reds               | 1B       | .324 | 177 | 37 | 113 |
| 2011 | American | José Bautista (2015)         | José Bautista         | Dominikanische Republik | Toronto Blue Jays             | OF       | .302 | 155 | 43 | 103 |
| 2011 | National | Matt Kemp (2013)             | Matt Kemp             | Vereinigte Staaten      | Los Angeles Dodgers           | OF       | .324 | 195 | 39 | 126 |
| 2012 | American | Miguel Cabrera (2014)        | Miguel Cabrera        | Venezuela               | Detroit Tigers                | 3B       | .330 | 205 | 44 | 139 |
| 2012 | National | Buster Posey (2018)          | Buster Posey          | Vereinigte Staaten      | San Francisco Giants          | C        | .336 | 178 | 24 | 103 |
| 2013 | American | Miguel Cabrera (2014)        | Miguel Cabrera        | Venezuela               | Detroit Tigers                | 3B       | .348 | 193 | 44 | 137 |
| 2013 | National | Paul Goldschmidt (2016)      | Paul Goldschmidt      | Vereinigte Staaten      | Arizona Diamondbacks          | 1B       | .302 | 182 | 36 | 125 |
| 2014 | American | Mike Trout (2018)            | Mike Trout            | Vereinigte Staaten      | Los Angeles Angels of Anaheim | CF       | .287 | 173 | 36 | 111 |
| 2014 | National | Giancarlo Stanton (2018)     | Giancarlo Stanton     | Vereinigte Staaten      | Miami Marlins                 | RF       | .288 | 155 | 37 | 105 |
| 2015 | American | Josh Donaldson (2015)        | Josh Donaldson        | Vereinigte Staaten      | Toronto Blue Jays             | 3B       | .297 | 184 | 41 | 123 |
| 2015 | National | Bryce Harper (2012)          | Bryce Harper          | Vereinigte Staaten      | Washington Nationals          | RF       | .330 | 172 | 42 | 99  |
| 2016 | American | David Ortiz (2008)           | David Ortiz           | Dominikanische Republik | Boston Red Sox                | DH       | .315 | 169 | 38 | 127 |
| 2016 | National | Kris Bryant (2014)           | Kris Bryant           | Vereinigte Staaten      | Chicago Cubs                  | 3B       | .292 | 176 | 39 | 102 |
| 2017 | American | José Altuve (2017)           | José Altuve           | Venezuela               | Houston Astros                | 2B       | .346 | 204 | 24 | 81  |
| 2017 | National | Giancarlo Stanton (2018)     | Giancarlo Stanton     | Vereinigte Staaten      | Miami Marlins                 | RF       | .281 | 168 | 59 | 132 |
| 2018 | American | J. D. Martinez (2014)        | J. D. Martinez        | Vereinigte Staaten      | Boston Red Sox                | LF       | .330 | 188 | 43 | 130 |
| 2018 | National | Christian Yelich (2018)      | Christian Yelich      | Vereinigte Staaten      | Milwaukee Brewers             | LF       | .326 | 187 | 36 | 110 |
| 2019 | American | Mike Trout (2018)            | Mike Trout            | Vereinigte Staaten      | Los Angeles Angels            | CF       | .291 | 173 | 45 | 104 |
| 2019 | National | Christian Yelich (2018)      | Christian Yelich      | Vereinigte Staaten      | Milwaukee Brewers             | LF       | .329 | 161 | 44 | 97  |
| 2020 | American | José Abreu (2014)            | José Abreu            | Kuba                    | Chicago White Sox             | 1B       | .317 | 76  | 19 | 60  |
| 2020 | National | Freddie Freeman (2013)       | Freddie Freeman       | Vereinigte Staaten      | Atlanta Braves                | 1B       | .341 | 73  | 13 | 53  |
| 2021 | American | Vladimir Guerrero Jr. (2019) | Vladimir Guerrero Jr. | Dominikanische Republik | Toronto Blue Jays             | 1B       | .311 | 188 | 48 | 111 |
| 2021 | National | Bryce Harper (2012)          | Bryce Harper          | Vereinigte Staaten      | Philadelphia Phillies         | RF       | .309 | 151 | 35 | 84  |
| 2022 | American | Aaron Judge Jr. (2017)       | Aaron Judge           | Vereinigte Staaten      | New York Yankees              | RF       | .311 | 177 | 62 | 131 |
| 2022 | National | Paul Goldschmidt (2016)      | Paul Goldschmidt      | Vereinigte Staaten      | St. Louis Cardinals           | 1B       | .317 | 178 | 35 | 131 |
| 2023 | American | Shohei Ohtani (2022)         | Shohei Ohtani         | Japan                   | Los Angeles Angels            | P / DH   | .304 | 151 | 44 | 95  |
| 2023 | National | Ronald Acuña Jr. (2020)      | Ronald Acuña Jr.      | Venezuela               | Atlanta Braves                | OF       | .337 | 217 | 41 | 106 |
| 2024 | American | Aaron Judge Jr. (2017)       | Aaron Judge           | Vereinigte Staaten      | New York Yankees              | RF       | .322 | 180 | 58 | 144 |
| 2024 | National | Shohei Ohtani (2022)         | Shohei Ohtani         | Japan                   | Los Angeles Dodgers           | P / DH   | .310 | 197 | 54 | 130 |

## Ranglisten

### Gesamte MLB
Mit vier Auszeichnungen konnte Alex Rodríguez den Hank Aaron Award bisher am häufigsten in der gesamten MLB gewinnen. Dahinter folgt Barry Bonds mit drei Titeln. Der Award wurde seit der Einführung an 32 verschiedene Spieler aus beiden Ligen vergeben.
63 % aller Trophäen-Gewinner stammen aus den Vereinigten Staaten, gefolgt von der Dominikanischen Republik mit 21 %. Als erster Spieler Südamerikas gewann 2005 Andruw Jones aus Curaçao den Award. Des Weiteren wurden José Altuve, Miguel Cabrera und Ronald Acuña Jr. aus Venezuela, sowie Shohei Ohtani aus Japan mit der Trophäe ausgezeichnet.
|    | Spieler           | Anzahl |
| -- | ----------------- | ------ |
| 1. | Alex Rodríguez    | 4      |
| 2. | Barry Bonds       | 3      |
| 3. | José Bautista     | 2      |
| 3. | Miguel Cabrera    | 2      |
| 3. | Paul Goldschmidt  | 2      |
| 3. | Bryce Harper      | 2      |
| 3. | Derek Jeter       | 2      |
| 3. | Aaron Judge       | 2      |
| 3. | Shohei Ohtani     | 2      |
| 3. | David Ortiz       | 2      |
| 3. | Albert Pujols     | 2      |
| 3. | Manny Ramirez     | 2      |
| 3. | Giancarlo Stanton | 2      |
| 3. | Mike Trout        | 2      |
| 3. | Christian Yelich  | 2      |

|    | Mannschaft           | Anzahl |
| -- | -------------------- | ------ |
| 1. | 0Boston Red Sox      | 5      |
| 1. | Toronto Blue Jays    | 5      |
| 1. | New York Yankees     | 5      |
| 4. | San Francisco Giants | 4      |
| 5. | Chicago Cubs         | 3      |
| 5. | 0St. Louis Cardinals | 3      |
| 5. | Texas Rangers        | 3      |
| 5. | Atlanta Braves       | 3      |

|    | Nationalität            | Anzahl |
| -- | ----------------------- | ------ |
| 1. | Vereinigte Staaten      | 33     |
| 2. | Dominikanische Republik | 11     |
| 3. | Venezuela               | 4      |
| 4. | Japan                   | 2      |
| 5. | Kuba                    | 1      |
| 5. | Niederlande             | 1      |

### American League
Der Third Baseman Alex Rodríguez konnte die Auszeichnung bisher als einziger Spieler vier Mal gewinnen. José Bautista, Miguel Cabrera, Derek Jeter, David Ortiz, Manny Ramirez und Mike Trout teilen sich mit jeweils zwei Auszeichnungen den zweiten Platz.
Die erfolgreichsten Mannschaften sind die Boston Red Sox, Toronto Blue Jays aus Kanada und die New York Yankees.
54 % der geehrten Spieler in der American League sind US-Amerikaner. Spieler mit Dominikanischer Staatsbürgerschaft kommen auf 28 %.
|    | Spieler        | Anzahl |
| -- | -------------- | ------ |
| 1. | Alex Rodríguez | 4      |
| 2. | José Bautista  | 2      |
| 2. | Miguel Cabrera | 2      |
| 2. | Derek Jeter    | 2      |
| 2. | Aaron Judge    | 2      |
| 2. | David Ortiz    | 2      |
| 2. | Manny Ramirez  | 2      |
| 2. | Mike Trout     | 2      |

|    | Mannschaft         | Anzahl |
| -- | ------------------ | ------ |
| 1. | 0Boston Red Sox    | 5      |
| 1. | Toronto Blue Jays  | 5      |
| 1. | New York Yankees   | 5      |
| 4. | Texas Rangers      | 3      |
| 5. | Detroit Tigers     | 2      |
| 5. | Los Angeles Angels | 2      |

|    | Nationalität            | Anzahl |
| -- | ----------------------- | ------ |
| 1. | Vereinigte Staaten      | 14     |
| 2. | Dominikanische Republik | 7      |
| 3. | Venezuela               | 3      |
| 4. | Kuba                    | 1      |
| 4. | Japan                   | 1      |

### National League
Die National League wird von Barry Bonds angeführt, der die Trophäe im Trikot San Francisco Giants dreimal gewann. Den zweiten Platz teilen sich Albert Pujols und Giancarlo Stanton mit jeweils zwei Ehrungen.
Die bisher erfolgreichste Mannschaft sind die San Francisco Giants, gefolgt von den Milwaukee Brewers, Atlanta Braves, St. Louis Cardinals und den Chicago Cubs.
73 % der Trophäen-Gewinner in der National League stammen aus den Vereinigten Staaten. Die Dominikanische Republik belegt mit 15 % den zweiten Platz in der Tabelle Spieler nach Nationalität.
|    | Spieler           | Anzahl |
| -- | ----------------- | ------ |
| 1. | Barry Bonds       | 3      |
| 2. | Paul Goldschmidt  | 2      |
| 2. | Bryce Harper      | 2      |
| 2. | Shohei Ohtani     | 2      |
| 2. | Albert Pujols     | 2      |
| 2. | Giancarlo Stanton | 2      |
| 2. | Christian Yelich  | 2      |

|    | Mannschaft            | Anzahl |
| -- | --------------------- | ------ |
| 1. | San Francisco Giants  | 4      |
| 2. | Milwaukee Brewers     | 3      |
| 2. | Atlanta Braves        | 3      |
| 2. | 0St. Louis Cardinals  | 3      |
| 2. | Chicago Cubs          | 3      |
| 5. | Los Angeles Dodgers   | 2      |
| 5. | Miami Marlins         | 2      |
| 5. | Philadelphia Phillies | 2      |

|    | Nationalität            | Anzahl |
| -- | ----------------------- | ------ |
| 1. | Vereinigte Staaten      | 19     |
| 2. | Dominikanische Republik | 4      |
| 3. | Niederlande             | 1      |
| 3. | Japan                   | 1      |
| 3. | Venezuela               | 1      |